# Любиця Максимчук
Любиця Максимчук (хорв. Ljubica Maksimčuk; нар. 24 листопада 1973, Комушина-Горня, Боснія і Герцеговина) — хорватська депутатка парламенту від Хорватської демократичної співдружності (ХДС).
Народилася 24 листопада 1973 р. у селі Комушина-Горня, що в громаді Теслич, у тодішній югославській Соціалістичній Республіці Боснія і Герцеговина. Закінчила Загребський політехнічний інститут.
Уперше обрана на парламентських виборах 2015 за списком Хорватської демократичної співдружності та її союзників. Одержала свій депутатський мандат 28 грудня 2015 р. як заступниця депутата Данієла Марушича. Переобрана наступного року на позачергових парламентських виборах за списком ХДС. Вступила в обов'язки 14 жовтня 2016 р. як заступниця депутата Здравка Марича. Входить в усіх скликаннях, зокрема, до міжпарламентської групи дружби з Україною.